# Vogelsang (Bleckede)
Vogelsang (niederdeutsch Vagelsang) ist ein Dorf und Teil des Ortsteiles Karze der Stadt Bleckede in Niedersachsen.

## Geographie
Der Ort liegt sechs Kilometer nordöstlich von Bleckede.

## Geschichte
Für das Jahr 1848 wird angegeben, dass Vogelsang 15 Wohngebäude hatte, in denen 104 Einwohner lebten. Zu der Zeit war der Ort nach Bleckede eingepfarrt, die Schule befand sich in Garze. Am 1. Dezember 1910 hatte Vogelsang im Kreis Bleckede 63 Einwohner. 1928/29 wurde Vogelsang als selbständige Gemeinde aufgelöst und nach Karze eingemeindet.